# Flykt undan våldet
Flykt undan våldet (originaltitel: The Mortal Storm) är en amerikansk dramafilm från 1940 i regi av Frank Borzage. Huvudrollerna spelas av Margaret Sullavan och James Stewart.
Filmen gjorde nazistregimen i Tyskland rasande och ledde till att Metro-Goldwyn-Mayers filmer förbjöds i Tyskland.

## Handling
Familjen Roth lever ett lugnt liv i en alpby när nazisterna tar makten i Tyskland. Byns invånare vänder sig snart mot den judiska familjen Roth. Det enda undantaget är ett fåtal vänner, med Martin Breitner (James Stewart) i spetsen. En romans spirar snart mellan Martin och familjens dotter Freya.

## Medverkande (i urval)
- Margaret Sullavan – Freya Roth
- James Stewart – Martin Breitner
- Robert Young – Fritz Marberg
- Frank Morgan – Prof. Viktor Roth
- Robert Stack – Otto von Rohn
- Bonita Granville – Elsa
- Irene Rich – Amelie Roth
- William T. Orr – Erich von Rohn
- Maria Ouspenskaya – Hilda Breitner
- Gene Reynolds – Rudi Roth
- Ward Bond – Franz
- Russell Hicks – Rector of University
- William Edmunds – Lehman, University Doorman
- Esther Dale – Marta, the Roths' Maid
- Dan Dailey, Jr. – Holl, Youth Party Leader
- Granville Bates – Prof. Berg